# Temporada da Stock Car Brasil de 2002
A Temporada da Stock Car Brasil de 2002 foi a 24ª edição promovida pela CBA da principal categoria do automobilismo brasileiro. 
A temporada consagrou como campeão Ingo Hoffmann, que conquistou seu 12º e último título na história do campeonato, no qual também encerrou sua carreira no automobilismo.

## Calendário e resultados

### Etapas
| #  | Circuito                     | Data           | Pole Position | Volta mais rápida | Piloto Vencedor | Equipe Vencedora         | Transmissão | Info        |
| -- | ---------------------------- | -------------- | ------------- | ----------------- | --------------- | ------------------------ | ----------- | ----------- |
| 1  | GP de Curitiba (oval)        | 23 de março    | Ingo Hoffmann | Ingo Hoffmann     | Chico Serra     | Texaco-WB Motorsports    | Globo       |             |
| 2  | GP de Campo Grande (misto)   | 14 de abril    | Carlos Alves  | Raul Boesel       | Beto Giorgi     | RC Competições           | SporTV      | [ 3 ] [ 4 ] |
| 3  | GP de São Paulo (misto)      | 27 de abril    | Cacá Bueno    | Cacá Bueno        | Cacá Bueno      | Action Power Racing      | Globo       |             |
| 4  | GP de Londrina (misto)       | 19 de maio     | Ingo Hoffmann | Chico Serra       | Ingo Hoffmann   | Filipaper-JF Racing      | Globo       |             |
| 5  | GP do Rio de Janeiro (misto) | 15 de junho    | Chico Serra   | Ingo Hoffmann     | Chico Serra     | Texaco-WB Motorsports    | Globo       |             |
| 6  | GP de São Paulo (misto)      | 13 de julho    | Cacá Bueno    | Laércio Justino   | Chico Serra     | Texaco-WB Motorsports    | SporTV      |             |
| 7  | GP de Curitiba (misto)       | 17 de agosto   | Cacá Bueno    | Cacá Bueno        | Cacá Bueno      | Action Power Racing      | SporTV      |             |
| 8  | GP de Belo Horizonte (rua)   | 7 de setembro  | Chico Serra   | Chico Serra       | Chico Serra     | Texaco-WB Motorsports    | SporTV      |             |
| 9  | GP do Rio de Janeiro (misto) | 28 de setembro | Duda Pamplona | Adalberto Jardim  | Carlos Alves    | Carlos Alves Competições | SporTV      |             |
| 10 | GP de Brasília (oval)        | 19 de outubro  | Ingo Hoffmann | Cacá Bueno        | Nonô Figueiredo | Scuderia 111             | Globo       |             |
| 11 | GP de Viamão (misto)         | 9 de novembro  | Xandy Negrão  | Chico Serra       | Ingo Hoffmann   | Filipaper-JF Racing      | SporTV      |             |
| 12 | GP de São Paulo (misto)      | 30 de novembro | Cacá Bueno    | Ingo Hoffmann     | Ingo Hoffmann   | Filipaper-JF Racing      | Globo       |             |

## Equipes e pilotos
| Equipe                   | No. | Piloto             | Corridas |
| ------------------------ | --- | ------------------ | -------- |
| Action Power             | 0   | Cacá Bueno         | Todas    |
| Action Power             | 7   | Thiago Marques     | Todas    |
| Filipaper-JF Racing      | 1   | Ingo Hoffmann      | Todas    |
| Filipaper-JF Racing      | 10  | Sandro Tannuri     | Todas    |
| Texaco WB                | 3   | Chico Serra        | Todas    |
| Texaco WB                | 6   | Alceu Feldmann     | Todas    |
| By Wolf                  | 33  | Cláudio Ricci      | Todas    |
| PMP Competições          | 43  | Pedro Gomes        | Todas    |
| JZ Nascimento            | 62  | Marcelo Reis       | 2        |
| Hot Car Competições      | 72  | Hélio Saraiva      | 1–2      |
| Hot Car Competições      | 55  | Rodrigo Hanashiro  | Todas    |
| A. Jardim Competições    | 5   | Adalberto Jardim   | Todas    |
| Carlos Alves Competições | 8   | Carlos Alves       | Todas    |
| Medley-A. Mattheis       | 9   | Xandy Negrão       | Todas    |
| Medley-A. Mattheis       | 27  | Guto Negrão        | Todas    |
| Scuderia 111             | 11  | Nonô Figueiredo    | Todas    |
| Boettger Competições     | 35  | David Muffato      | Todas    |
| Boettger Competições     | 52  | Paulo Gomes        | Todas    |
| Samsung-Start Racing     | 32  | Paulo Yamamoto     | Todas    |
| Vogel Motorsport         | 74  | Duda Pamplona      | Todas    |
| Nascar Motorsport        | 25  | Luiz Paternostro   | Todas    |
| Nascar Motorsport        | 33  | Ricardo Etchenique | Todas    |
| Salmini Racing           | 2   | Neto de Nigris     | Todas    |
| Salmini Racing           | 57  | Rodney Felicio     | Todas    |
| RC Competições           | 88  | Beto Giorgi        | Todas    |
| RC Competições           | 99  | Gualter Salles     | Todas    |
| AC Delco                 | 36  | Raul Boesel        | Todas    |
| AC Delco                 | 82  | Tom Stefani        | Todas    |
| Sprint Engenharia        | 12  | Antonio Jorge Neto | Todas    |